# Myliobatis tobijei
Myliobatis tobijei es una especie de pez de la familia Myliobatidae en el orden de los Rajiformes.

## Morfología
• Los machos pueden llegar alcanzar los 150 cm de longitud total.

## Reproducción
Es ovíparo.

## Alimentación
Come animales  bentónicos.

## Hábitat
Es un pez de mar y de clima tropical y demersal que vive hasta los 220 m de profundidad.

## Distribución geográfica
Se encuentra en la China, Indonesia, el Japón, Corea del Sur, Corea del Norte, Taiwán y el Vietnam.

## Uso comercial
La carne y el cartílago son aprovechados para el consumo humano